# Вълко Добруджански
Крал Вълко (Вълкан) Добруджански е легендарен, предполагаем последен владетел на Добруджанското княжество от края на XIV и началото на XV в. преди окончателното му превземане от османските турци. Източниците за съществуването на Вълко Добруджански са предимно легендарни или за такъв се използва трудът на възрожденския историк Спиридон Габровски, който не се възприема като част от научната историография. Според някои предположения е възможно при личността на хипотетичния владетел Вълко (Вълкан) да става въпрос за контаминация с полулегендарния Вълчан войвода.
Според местен фолклор от Странджа той е племенник на Момчил войвода и е роден в района на Родопите. След набезите на влашкия войвода Мирчо Стари в Добруджа (1390 – 92) и смъртта на добруджанския княз Иванко (1395 г.), според някои, непотвърдени в съвременната историография интерпретации, той поема контрола над Добруджанското княжество, попадайки под васална зависимост от Османската империя. Според Спиридон Габровски заедно с друг местен феодал, за когото липсват достатъчно данни – Лазар Евхаитски, той участва в походите на султан Баязид срещу Константинопол, а след неговата смърт и в последвалите войни на империята на страната на неговия син Муса. Убит е от Муса в района на Сяр (гр. Σέρρες) през 1413 г.

## Произход
Според „Факийското предание“ Момчил има сестра на име Стоянка, приела по-късно монашеското име Ефросина. Стоянка има трима сина - Вълко, Пейо и Нико. Братята заедно с Момчил воюват срещу султан Мурад І. Освен тях, във войската на Момчил служи и Райко, братовчед на Момчил и Ефросина. При битката около Перитор (Буруград) Райко остава начело с 50 войници в крепостта. След поражението на Момчил,Вълко заедно с братята се установява в Странджа (с.Факия), където продължават да воюват срещу Мурад І, когато след 1362 г. последния започва да атакува южните предели на Българското царство, които те охраняват. След като силите на братята отслабват /към края на 60-те г. на ХІV век/ Нико и Пейчо предлагат на Вълко да приемат да се подчинят на Мурад І в качеството на васали, срещу което той ще им съхрани за тях и поколенията им земите и привилегиите. Вълко, чул това от Пейчо, отказва предложението да 'сложи оръжие" и убива брат си. Нико се предава на турците и запазва правата си на войвода. Веднага след това с останалата му вярна войска Вълко напуска земите си и се отправя на север, където се присъединява към армията на българския деспот Добротица.  

## Управление на Добруджанското княжество

### Възкачване на престола
След битката при Ровине, тъй като той не изпълнява задълженията си, т.е. да участва с войска в османските походи, Мурад предприема наказателна експедиция срещу непокорните си васали в България, един от които е Иванко, и това слага край на управлението му в Добруджанското княжество. Не е ясно как се стига до избора на Вълко за княз, но той продължава васалното положение на княжеството към султана, като за разлика от предшествениците си изпълнява стриктно условията – подкрепя с войници, предвождани лично от него, походите на Баязид и Муса.

### Феодалният сепаратизъм
От края на XIV в. в Добруджанското княжество се наблюдава разпокъсване на територията му между отделни дребни феодали в съответните области. През 1391 г. влашкият войвода Мирчо Стари се титулова „господар на Дръстър и деспот на земите на Добротица“ (Tristrii dominus ac terrarum Dobrodicii despotus), тъй като през 1390 г. предприема военен поход в Добруджа, превземайки по-голяма част от територията ѝ. През 1391 – 92 г. след османска контраатака той е прогонен отвъд Дунав, а през 1395 г. приключва и управлението на Иванко. Докато северните части около делтата на Дунав остават под властта на влашки войводи под водачеството на Мирчо Стари и излизат от контрола на Добруджанското княжество, то около Силистра (Дръстър, гр. Δουρόστολον), подчинена на Османската империя още от 1388 г., се обособява споменаваният единствено от Спиридон Габровски болярин Лазар, който съдейства на Вълко и на практика е не повече от управител в областта.

## Военни походи

### Обсадата на Константинопол
Още от 1391 г. Баязид обсажда столицата на Византия – Константинопол, като обсадата завършва с неуспех чак през 1401 г. В този поход участват и васалите му – Вълко Добруджански и Лазар Евхаитски, предвождащи войските на Добруджанското княжество. В продължение на 10 години армиите на Османската империя и на съюзниците ѝ опустошават съседните на града земи, докато монголите, заедно с други тюркски племена, начело с Тимур, не застрашават целостта на империята в Мала Азия. 
През 1402 г. Баязид претърпява поражение в битката при Ангора (Анкара), попада в плен и по-късно умира. Не е ясно дали войската, предвождана от Вълко, преминава заедно с Баязид в Азия, но след нея той продължава да изпълнява васалните си задължения към Муса, един от синовете на Баязид.

### Поход срещу сърбите
По време на междувластието в Османската империя земите ѝ на Балканите се поемат от Муса Челеби, като на него служи и на практика подчиненото му Добруджанско княжество. През 1411 г. той предприема поход срещу сърбите, съпротивляващи се срещу османската експанзия на полуострова, придружаван от Вълко Добруджански и Лазар Евхаитски. Военните действия се водят в района на Сяр (гр. Σέρρες), но по същото време български въстаници в района на Костенец нападат османски военни части от похода на брата на Муса – Йозум, целящ да подчини напълно България. Не е ясна точната причина за промяната на отношенията между Муса и неговите български васали, но те биват убити, след което Муса насочва войските си срещу България. Със смъртта на Вълко приключва и автономното съществуване на Добруджанското княжество.